# Leichtathletik-Weltmeisterschaften 1999/20 km Gehen der Männer
Das 20-km-Gehen der Männer bei den Leichtathletik-Weltmeisterschaften 1999 wurde am 21. August 1999 in den Straßen der spanischen Stadt Sevilla ausgetragen.
Weltmeister wurde der russische Olympiazweite von 1996 und amtierende Europameister Ilja Markow. Den zweiten Rang belegte der Olympiasieger von 1996 und Gewinner der Panamerikanischen Spiele 1995 Jefferson Pérez aus Ecuador. Bronze ging an den mexikanischen Titelverteidiger und zweifachen Zweiten der Panamerikanischen Spiele (1995/1999) Daniel García.

## Bestehende Bestmarken

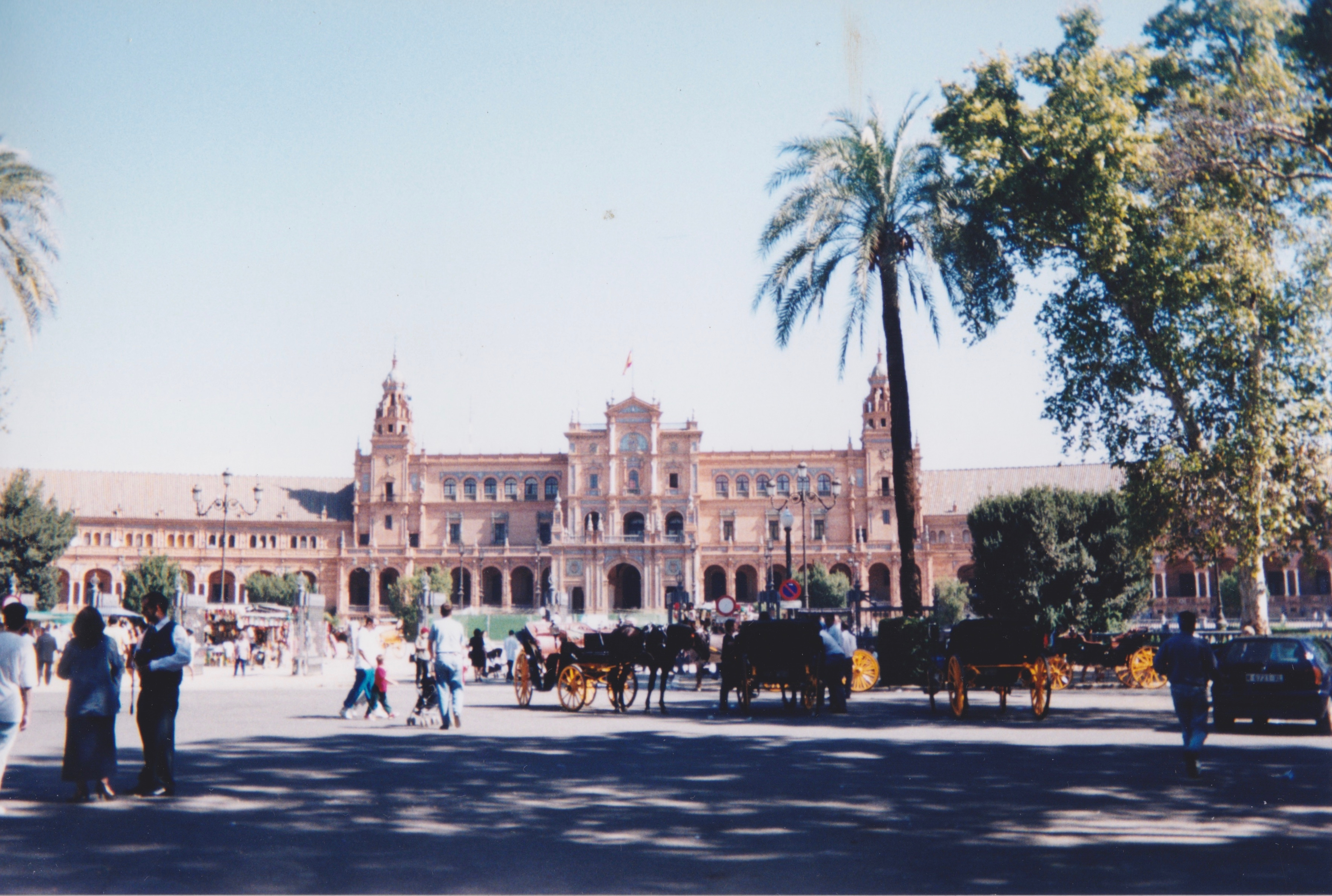
Plaza de España, Sevilla, im Jahr 1999

| Weltbestzeit | 1:17:46 h | Julio René Martínez | Eisenhüttenstadt, Deutschland | 8. Mai 1999     |
| WM-Rekord    | 1:19:37 h | Maurizio Damilano   | WM 1991 in Tokio, Japan       | 24. August 1991 |

Anmerkung:
Rekorde wurden damals im Marathonlauf und Straßengehen wegen der unterschiedlichen Streckenbeschaffenheiten mit Ausnahme von Meisterschaftsrekorden nicht geführt.
Der bestehende WM-Rekord wurde bei diesen Weltmeisterschaften nicht eingestellt und nicht verbessert.

## Durchführung
Hier gab es keine Vorrunde, alle 39 Geher traten gemeinsam zum Finale an.

## Ergebnis

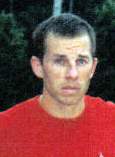
Nach Silber bei Olympia 1996 und EM-Gold 1998 gab es nun WM-Gold für Ilja Markow

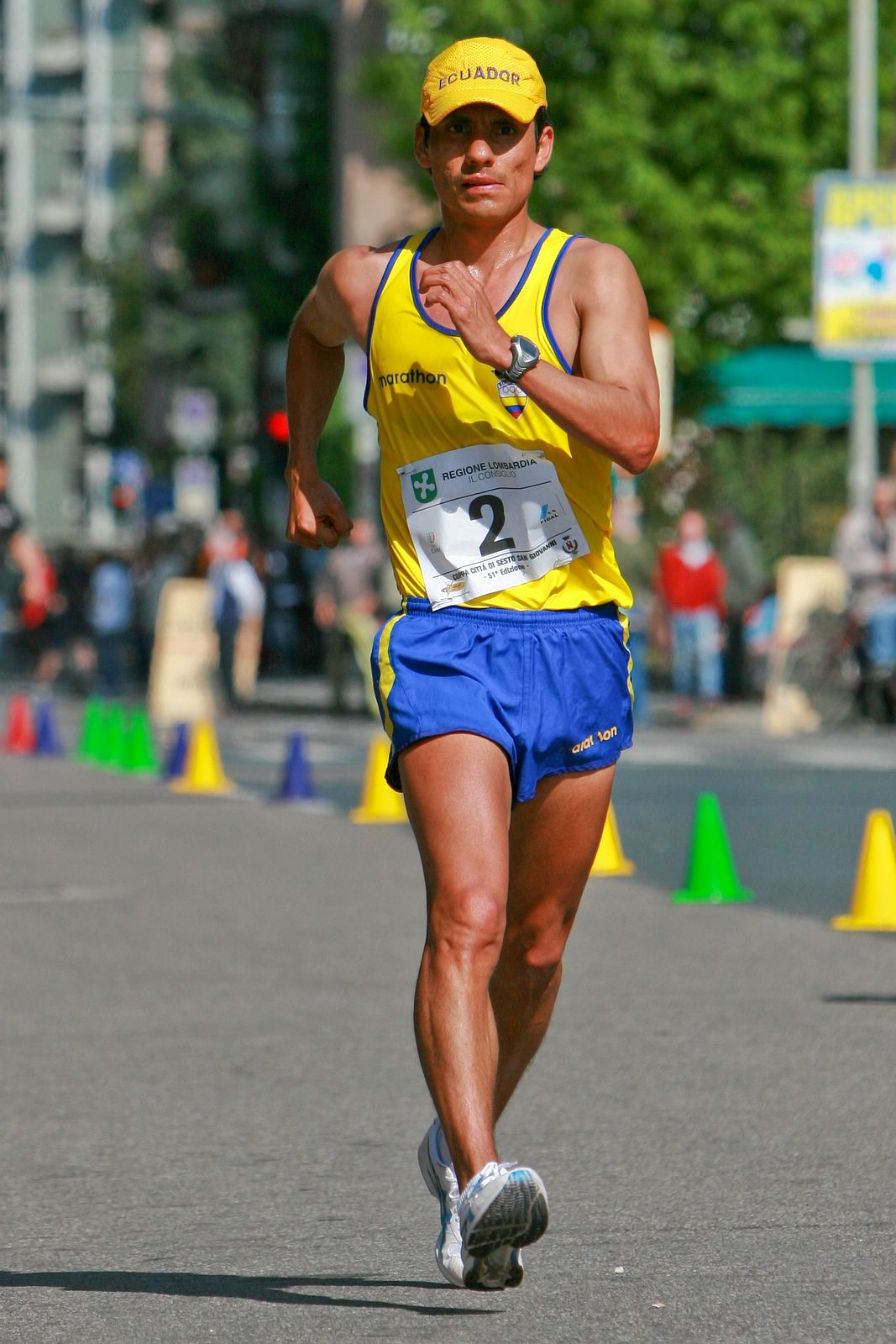
Jefferson Pérez, 1996 Olympiasieger, wurde Vizeweltmeister

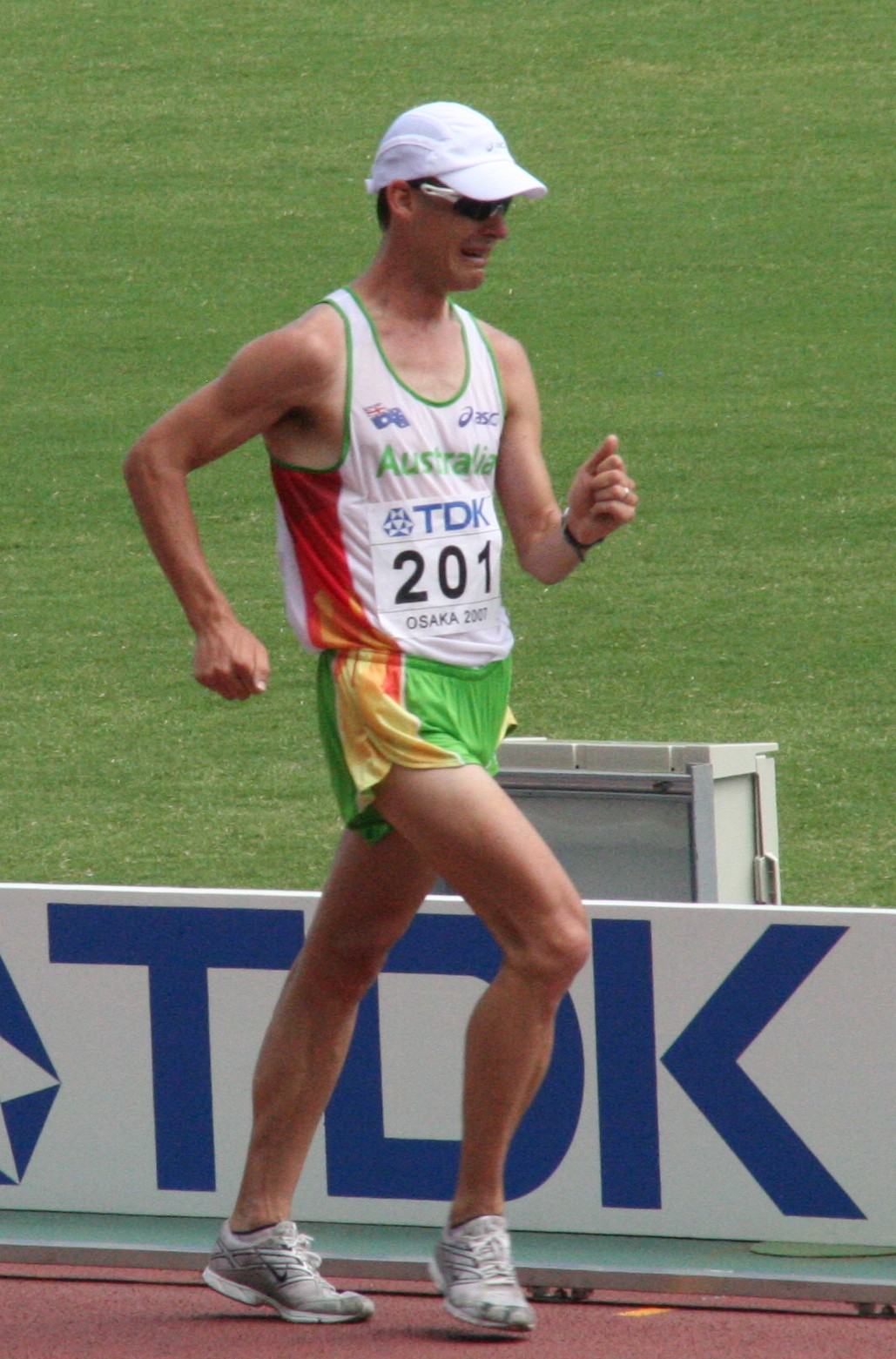
Der siebtplatzierte Nathan Deakes kam im weiteren Verlauf seiner Karriere zu Medaillen und Siegen

21. August 1999, 18:45 Uhr
| Platz | Name                       | Nation              | Zeit (h) |
| ----- | -------------------------- | ------------------- | -------- |
| 1     | Ilja Markow                | Russland            | 1:23:34  |
| 2     | Jefferson Pérez            | Ecuador             | 1:24:19  |
| 3     | Daniel García              | Mexiko              | 1:24:31  |
| 4     | Li Zewen                   | Volksrepublik China | 1:24:43  |
| 5     | Alessandro Gandellini      | Italien             | 1:24:51  |
| 6     | Igor Kollár                | Slowakei            | 1:25:15  |
| 7     | Nathan Deakes              | Australien          | 1:25:26  |
| 8     | Giovanni De Benedictis     | Italien             | 1:25:33  |
| 9     | Iwan Trozki                | Belarus             | 1:25:54  |
| 10    | Michele Didoni             | Italien             | 1:26:00  |
| 11    | Jauhen Missjulja           | Belarus             | 1:26:08  |
| 12    | Alejandro López            | Mexiko              | 1:26:17  |
| 13    | Denis Langlois             | Frankreich          | 1:26:25  |
| 14    | Yu Guohui                  | Volksrepublik China | 1:26:51  |
| 15    | Francisco Javier Fernández | Spanien             | 1:27:23  |
| 16    | Hatem Ghoula               | Tunesien            | 1:28:36  |
| 17    | Daisuke Ikeshima           | Japan               | 1:29:03  |
| 18    | Mikel Odriozola            | Spanien             | 1:29:03  |
| 19    | Augusto Cardoso            | Portugal            | 1:29:33  |
| 20    | Liu Yunfeng                | Volksrepublik China | 1:31:26  |
| 21    | Valeriy Borissov           | Kasachstan          | 1:31:38  |
| 22    | Fedosei Ciumacenco         | Moldau              | 1:32:08  |
| 23    | Claus Jørgensen            | Dänemark            | 1:34:47  |
| 24    | Tim Seaman                 | USA                 | 1:35:58  |
| 25    | José Urbano                | Portugal            | 1:37:50  |
| 26    | Nicholas A’Hern            | Australien          | 1:38:08  |
| DNF   | Andreas Erm                | Deutschland         |          |
| DNF   | Aigars Fadejevs            | Lettland            |          |
| DNF   | Roman Rasskasow            | Russland            |          |
| DNF   | Michail Chmelnizki         | Belarus             |          |
| DNF   | Bernardo Segura            | Mexiko              |          |
| DNF   | Sándor Urbanik             | Ungarn              |          |
| DNF   | Luis Fernando García       | Guatemala           |          |
| DSQ   | Birger Fält                | Schweden            |          |
| DSQ   | Julio René Martínez        | Guatemala           |          |
| DSQ   | João Vieira                | Portugal            |          |
| DSQ   | Arturo Huerta              | Kanada              |          |
| DSQ   | Wladimir Andrejew          | Russland            |          |
| DSQ   | Róbert Valícek             | Slowakei            |          |

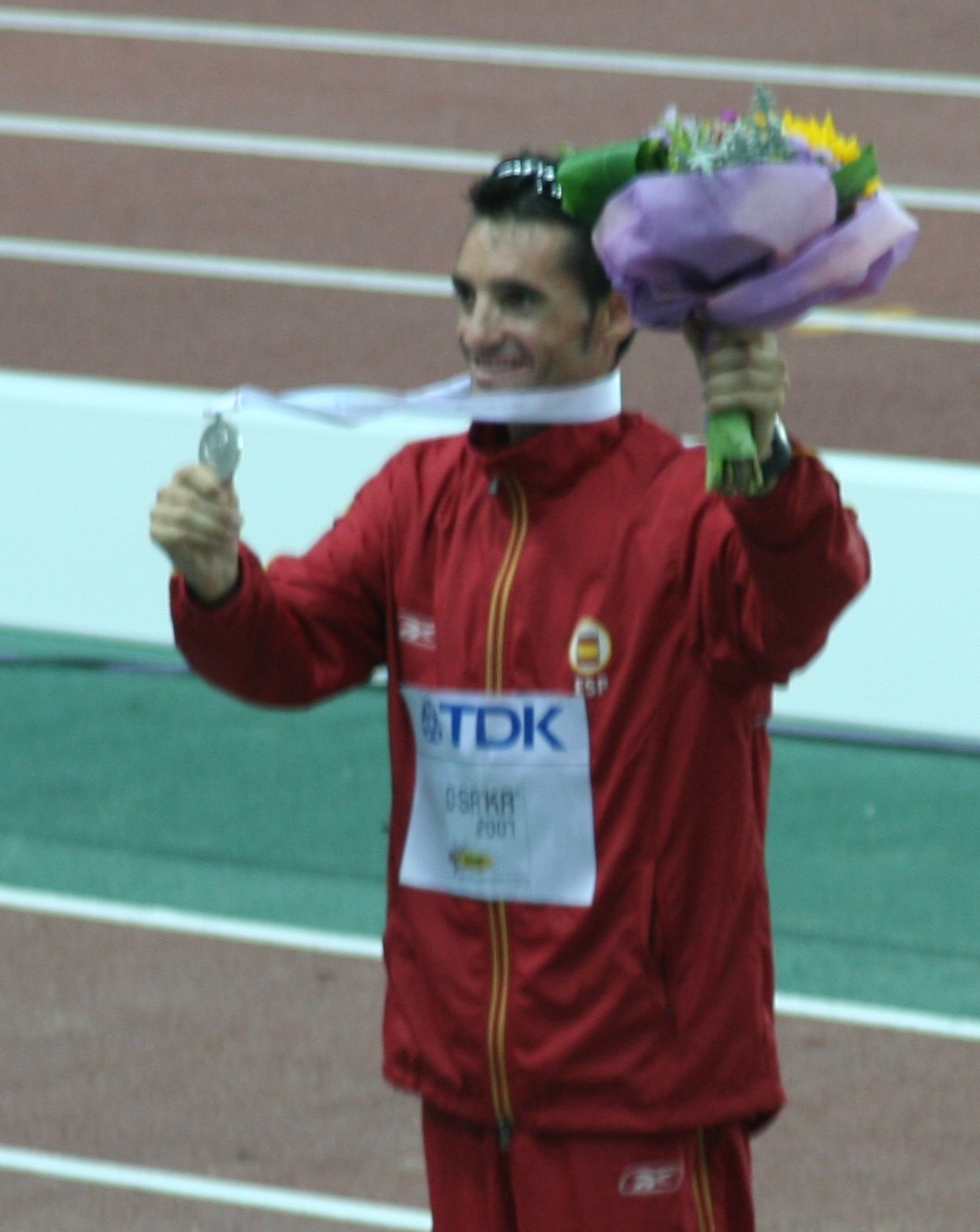
Francisco Javier Fernández belegte Rang fünfzehn und gehörte später zu den Medaillengewinnern bei großen Ereignissen
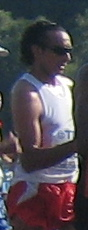
Hatem Ghoula – Platz sechzehn
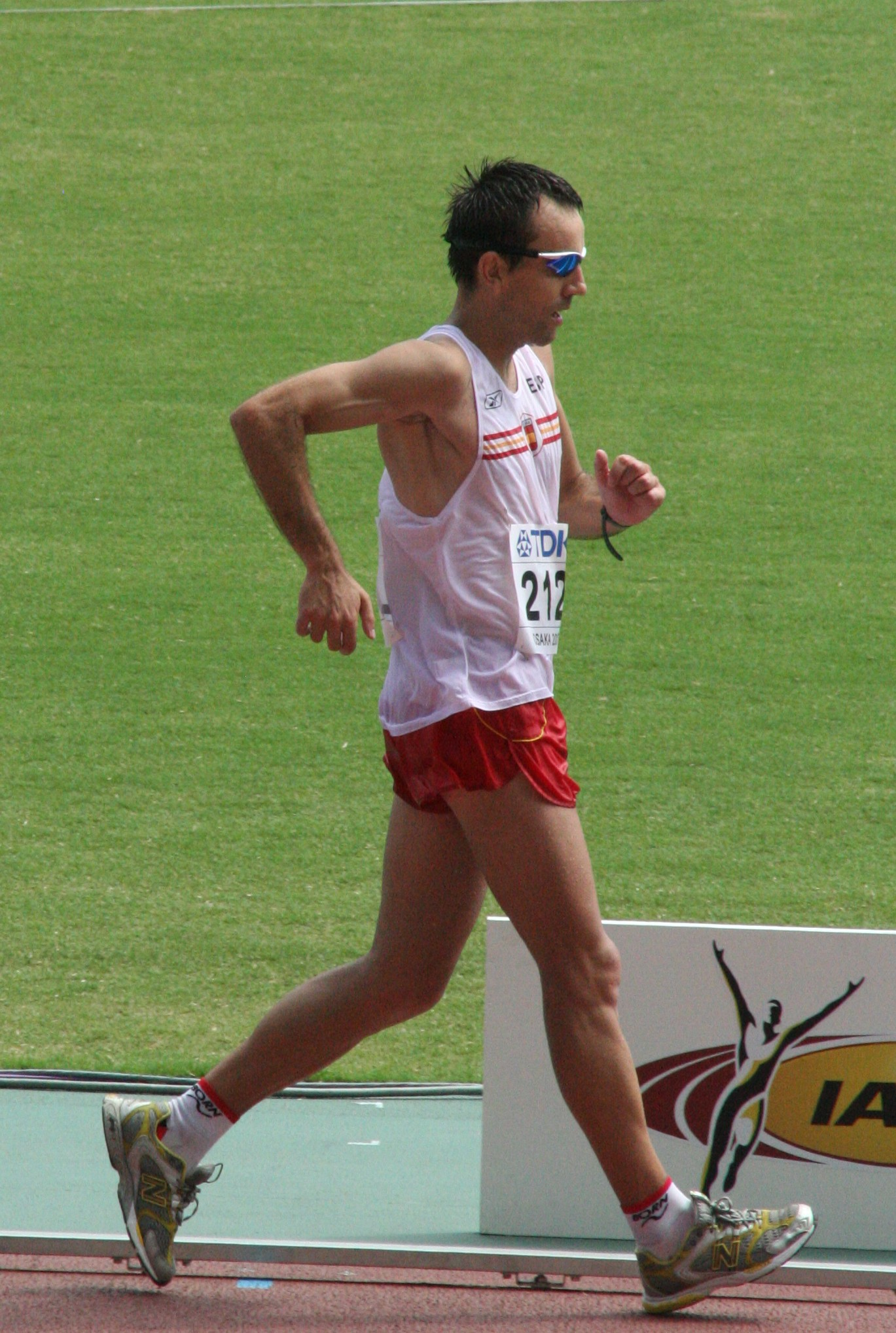
Mikel Odriozola – Platz achtzehn
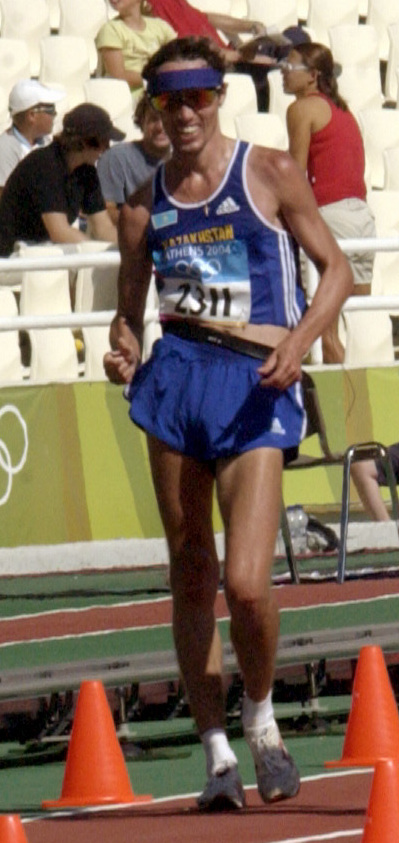
Valeriy Borissov – Platz 21
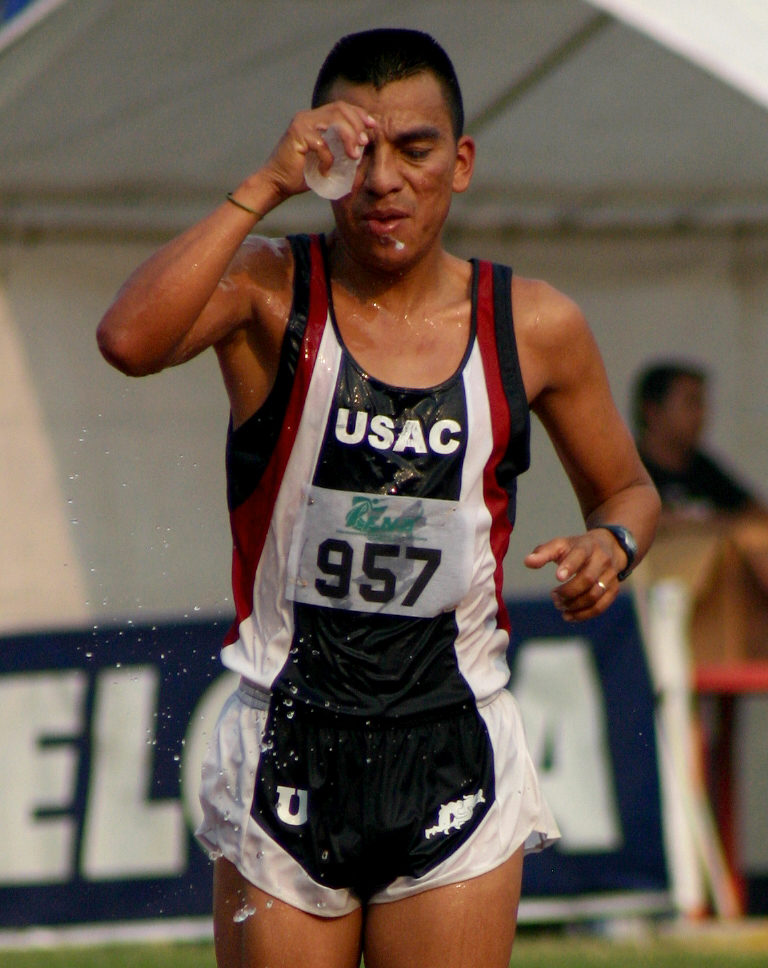
Julio René Martínez – disqualifiziert
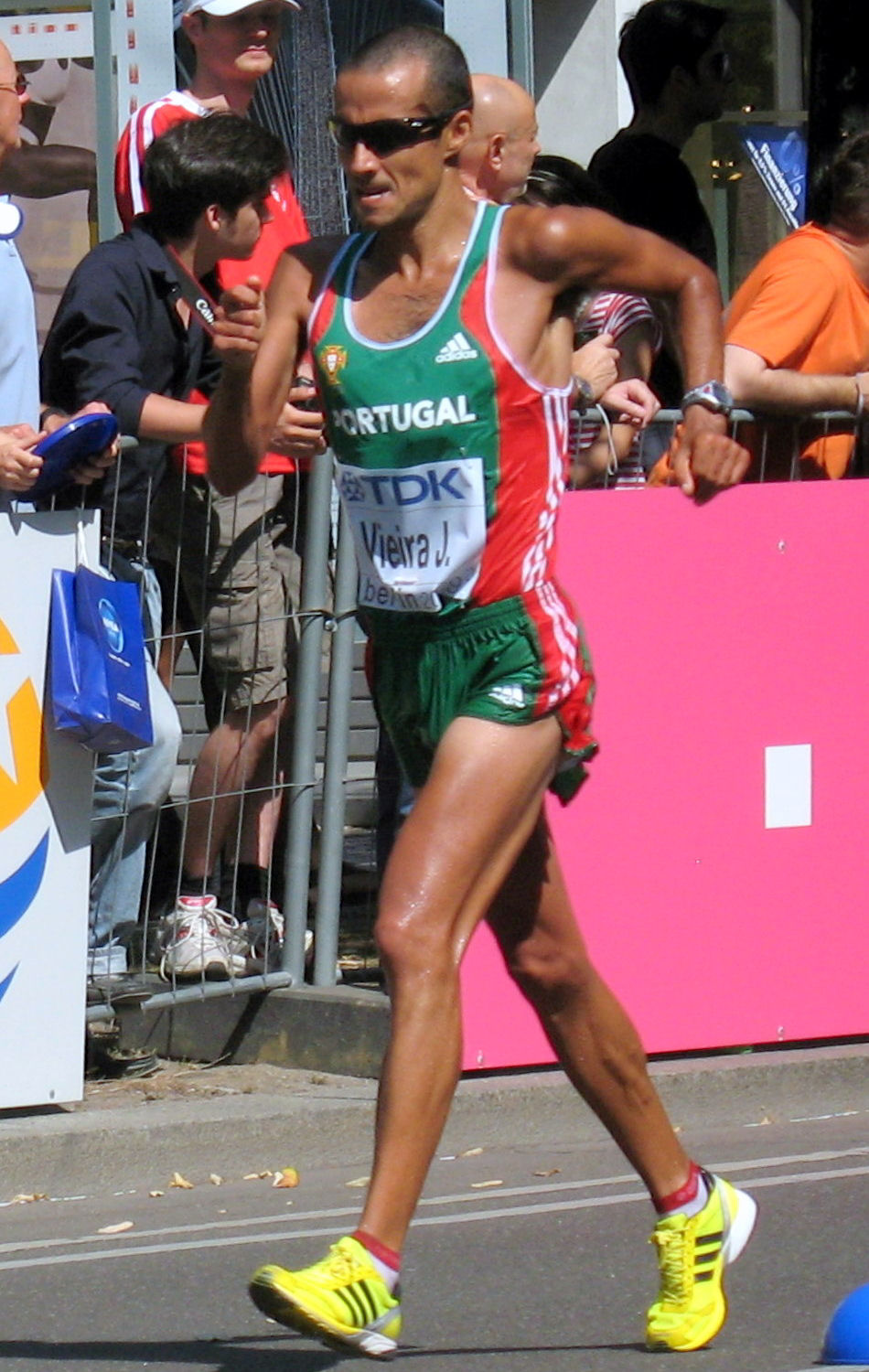
João Vieira – disqualifiziert

## Video
- Men's 20km Walk (incomplete) - 1999 IAAF World Championships auf youtube.com, abgerufen am 16. Juli 2020